# Euphorbia pseudolaevis
Euphorbia pseudolaevis är en törelväxtart som beskrevs av Peter Vincent Bruyns. Euphorbia pseudolaevis ingår i släktet törlar, och familjen törelväxter. Inga underarter finns listade i Catalogue of Life.